# 雅克·福雷斯捷
雅克·福雷斯捷（法語：Jacques Forestier，1890年7月27日—1978年3月17日），法国男子橄榄球运动员。他曾代表法国参加1920年夏季奥林匹克运动会橄榄球比赛，获得一枚银牌。